# Erysimum suffrutescens
Erysimum suffrutescens är en korsblommig växtart som först beskrevs av LeRoy Abrams, och fick sitt nu gällande namn av George Bowyer Rossbach. Erysimum suffrutescens ingår i släktet kårlar, och familjen korsblommiga växter. Inga underarter finns listade i Catalogue of Life.